# Baal-Peor
Baal-Peor era um deus dos moabitas correspondente ao Priapo dos povos latinos. Ele foi endemonizado para se tornar Belfegor.